# Deus Ex: Human Revolution
Deus Ex: Human Revolution je kyberpunkové akční RPG vydané studiem Eidos Montréal. Hra vyšla 23. srpna 2011 na PC, Xbox 360 a PlayStation 3. Dne 26. dubna 2012 byl vydán stahovatelný obsah (DLC) s názvem The Missing Link. Toto DLC bylo obsaženo i v edici pro Mac OS X, která vyšla ve stejný den. Deus Ex: Human revolution je třetím dílem série Deus Ex.
Děj je zasazen do blízké budoucnosti, a to do roku 2027, což je 25 let před prvním dílem série, hrou Deus Ex. Světu vládnou nadnárodní korporace, které se vymkly kontrole vlád. Hlavním hrdinou hry je Adam Jensen, vedoucí ochranky firmy Sarif Industries. Po napadení sídla této biotechnologické firmy v Detroitu je Adam vážně zraněn, a proto mu jsou nahrazeny části těla vyspělými mechanickými implantáty. Hlavními motivy hry jsou chudoba, špionáž, konspirační teorie, přežití lidského pokolení a etika vylepšování těl umělými částmi, tzv. transhumanismus.
Hra nabízí mnoho postupů při řešení úkolů – stealth, hackování nebo užití hrubé síly. Tyto rozdíly v hratelnosti jsou umožněny vylepšováním Adamových implantátů, kterými si hráč vybírá svůj osobitý styl hraní.

## Děj

### Lokace
- Detroit – město, ve kterém je hlavní sídlo Sarif Industries
- Hengsha – smyšlené město na ostrově na řece Jang-c’-ťiang nedaleko Šanghaje
- Montreal – sídlo Eliziny televizní stanice
- Singapur – výzkumný komplex Iluminátů
- Panchaea – komplex v Severním ledovém oceánu[4]

### Postavy
| Jméno             | Daboval           | Hlavní lokace | Role                                                      |
| ----------------- | ----------------- | ------------- | --------------------------------------------------------- |
| Adam Jensen       | Elias Toufexis    | všechny       | hlavní postava, vedoucí ochranky Sarif Industries         |
| David Sarif       | Steve Shellen     | Detroit       | CEO Sarif Industries, Adamův nadřízený                    |
| Hugh Darrow       | Arthur Holden     | Panchaea      | držitel Nobelovy ceny, mentor a přítel Davida Sarifa      |
| William Taggart   | Bruce Dinsmor     | Panchaea      | zakladatel a vedoucí pro-lidské skupiny Humanity Front    |
| Francis Pritchard | Andreas Apergis   | Detroit       | vedoucí kybernetické bezpečnosti v Sarif Industries       |
| Megan Reed        | Michelle Boback   | Singapur      | vedoucí neurologického výzkumu augmentací                 |
| Faridah Malik     | Paula Jean Hixson | Detroit       | pilotka Sarif Industries                                  |
| Lawrence Barrett  | Al Goulem         | Detroit       | člen skupiny Tyrants                                      |
| Zhao Yun Ru       | Jane Luk          | Panchaea      | CEO Tai Yong Medical, hlavní záporná postava              |
| Tong Si Hung      | Dennis Akiyama    | Hengsha       | vlastník klubu The Hive                                   |
| Jaron Namir       | Michael Rudder    | Singapur      | augmentovaný voják, záporná postava                       |
| Ezekiel Sanders   | Danny Blanco Hall | Detroit       | vůdce organizace Purity First                             |
| Isaius Sandoval   | Matt Holland      | Detroit       | osobní asistent a přítel Williama Taggarta                |
| Bob Page          | Cliff Stephens    | –             | Zakladatel Page Industries, objevuje se i v původní sérii |

### Zápletka
Příběh začíná, když Adam Jensen doprovází svou bývalou přítelkyni a přední výzkumnici Megan Reed na konferenci ve Washingtonu, kde má být odhalen nový objev v oboru mechanických implantátů – „augmentací", které již nebudou potřebovat Neuropozyn – látku, která tlumí „syndrom odmítnutí" – děj, při němž lidské tělo implantát prostě odmítne. Jenže dříve než mohou odjet, budova Sarif Industries je napadena neznámou skupinou žoldnéřů zvaných Tyrants. Megan a několik dalších vědců jsou pravděpodobně zabiti a vůdce žoldnéřů, Jaron Namir, vážně zraní Adama a následně ho střelí do lebky. S těmito zraněními je nemožné Adama vyléčit, a proto se CEO Sarif Industries, David Sarif, rozhodne použít technologie augmentací (implantátů), aby zachránil Adamův život.
Šest měsíců od útoku je Adam povolán z nemocenské, aby zasáhl proti extrémistické skupině zaměřené proti augmentacím, Purity First, která drží rukojmí v jedné budově. Uvnitř budovy objeví augmentovaného hackera, který je po příchodu Adama donucen k spáchání sebevraždy. Po získání hackerova nervového čipu Adam se svým spolupracovníkem Pritchardem vystopují signál do skryté základny organizace FEMA, kde žoldnéři Tyrantu přechovávají zbraně. Po konfrontaci Namira musí Adam bojovat s Barrettem, Namirovým stoupencem. Barrett je poražen a dává Adamovi adresu ve městě Hengsha.
Adam spolu s Fariah Malik odletí do tohoto města, aby nalezli Arie van Bruggena, jenž zřejmě hackera ovládal. Adam zjistí, že van Bruggen je hledán ředitelkou společnosti Tai Yong Medical, Zhao Yun Ru, a je ukryt skupinou známou jako Harvesters. Van Bruggen zajistí Adamovi vstup do Tai Yong Medical, kde Adam objeví záznamy o tom, že Megan a ostatní vědci byli uneseni, nikoli zabiti. Také zjistí, že Eliza Cassan, zpravodajka, je zapletena do tohoto únosu tím, že satelity její společnosti rušily signál sledovacích čipů během únosu. Adam se těsně před spuštěním alarmu a spěšným odletem za Elizou do Montréalu dozví, že Zhao spolupracuje s velmi silnou a vlivnou skupinou lidí.
Adam je veden skrz sídlo Eliziny stanice plné vojáků jejím holografickým obrazem až do velkého počítačového centra. Zde objeví pravou Elizu, vyspělou umělou inteligenci vytvořenou stejnou skupinou, se kterou spolupracuje Zhao. Eliza Adamovi ukáže hologram Jarona Namira mluvícího s Iasiasem Sandovalem, pobočníkem Billa Taggarta, otevřeného odpůrce augmentací a klíčovým představitelem Humanity Front, legální protiaugmentační organizace. Eliza následně pomůže Adamovi uprchnout a poradí mu, aby si promluvil s Davidem Sarifem. Během slovní roztržky se Sarifem se Adam dozvídá, že za vším je nechvalně proslulá tajná organizace Ilumináti. Mezitím Pritchard zjistil, že sledovací čipy vědců nejsou vypnuty, ale jen přenastaveny na nižší, hůře zachytitelnou, frekvenci. Později se sledovací čip vědce Vasilije Sevchenka ozve ve městě Hengsha. Adam je po příletu přepaden a musí chránit pilotku Malik v sestřeleném letadle. Adam přepadení přežije a zjistí, že Sevchenko je mrtvý a signál pochází z jeho augmentované ruky, kterou teď užívá Tong, vůdce Harvesterů. Tong ho nasměruje do továrny, kterou vlastní Belltower. Adam se po výbuchu bomby, kterou v továrně nastražil, ukryje v hibernační kóji a lodí uprchne do Singapuru. Mezitím začínají zažívat lidé celého světa výpadky signálu u svých augmentací a jsou tak nuceni k vylepšení softwaru svých čipů. Toto vylepšení má výpadkům signálu zabránit.
O pár dní později se Adam probírá v tajném středisku v Singapuru. Adam zde nalezne Megan a zbylé tři vědce a také vypátrá, co plánují Ilumináti a proč zajali vědce. Vytvořili nový biočip, který extrémně zvýší agresivitu augmentovaných lidí. Adam po konfrontaci se Zhao zabije Namira. Následně Adam společně s Megan zhlédnou televizní přenos ze stanice Panchaea ležící za severním polárním kruhem. Tato stanice byla vybudována jako prevence globálního oteplování. Během televizního přenosu spustí Hugh Darrow signál, kterým všechny augmentované lidi, kteří si vylepšili software čipu, donutí k vražednému běsnění.
Adam odjede na Panchaeu, kde nalezne Darrowa přihlížejícího okolnímu chaosu. Darrow přizná, že vše dělá pro to, aby odhalil Ilumináty a varoval svět před technologií augmentací. Také nabídne Adamovi šanci na odhalení pravdy, což by znamenalo konec nadvlády Iluminátů a augmentace by byly nadobro zrušeny. Když prochází Adam střediskem, nachází Taggarta a Sarifa živé a oba dva mu nabídnou odlišné alternativy konce hry. Sarif navrhuje, aby byl obviněn Humanity Front, organizace odmítající augmentace. Toto řešení by otevřelo cestu k dalším experimentům s augmentacemi, ale vedlo by i k posílení vlivu Iluminátů. Taggart navrhuje striktní omezení augmentací, což ale také povede k posílení Iluminátů. Adam se nakonec vydá do centra celého komplexu, kde se nachází zbytek projektu Hyron: augmentace ve své extrémní podobě, lidsko-kvantový hybridní superpočítač. Zde se nachází i Zhao, kterou Adam zabije. Poté se vydá do řídící místnosti celého komplexu, kde ho kontaktuje Eliza, která mu nabídne volbu ze čtyř možností, jak ukončit hru. První tři jsou návrhy Sarifa, Taggarta a Darrowa, čtvrtá je kompletní zničení celého komplexu Panchaea, což ponechá svět bez odpovědí. Každá z těchto voleb vede k lehce jinému konci, ve kterém Adam popisuje, jak augmentace změnily jeho lidskou podstatu, a doufá v lepší budoucnost lidstva.

## Vývoj a vydání

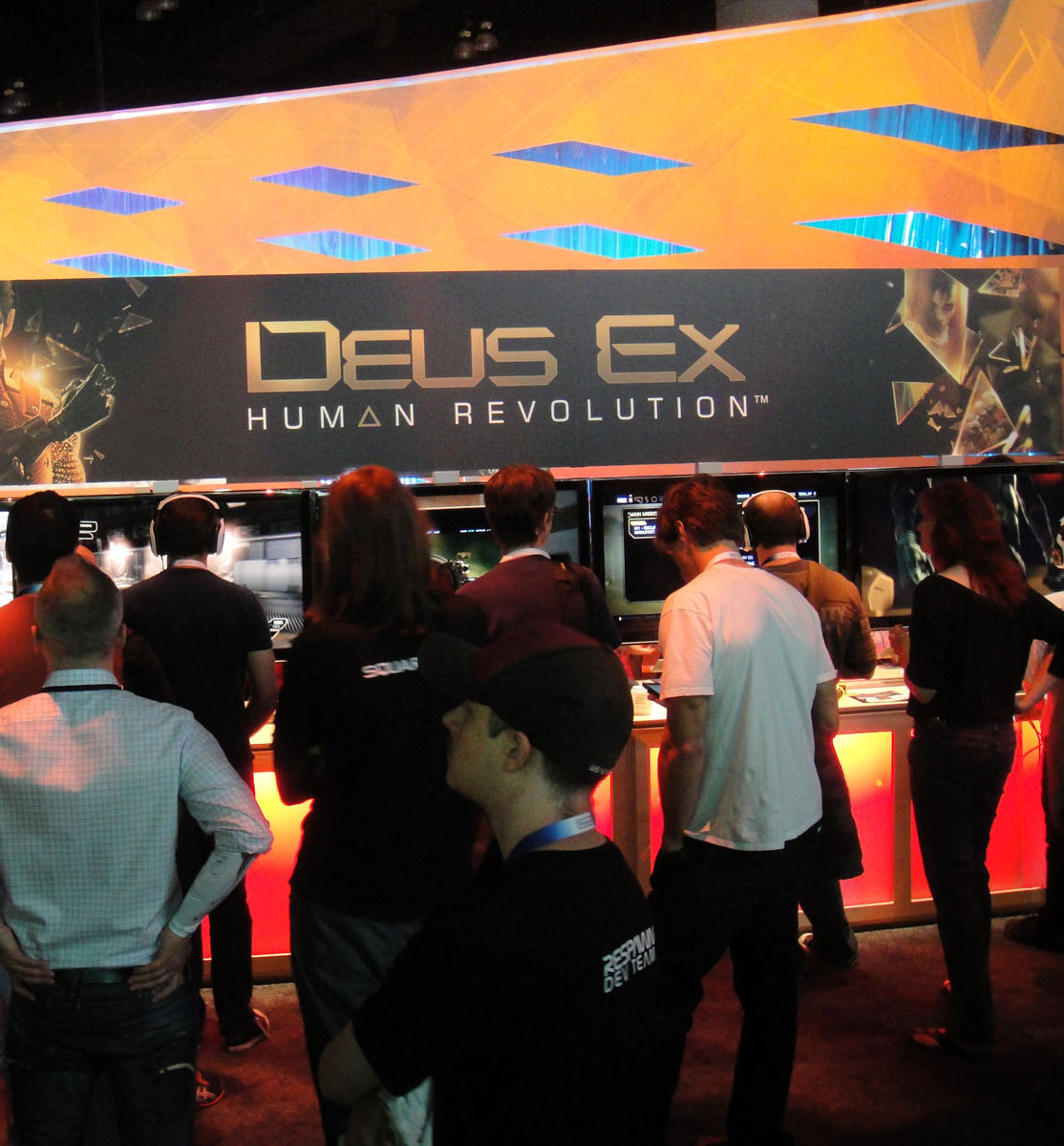
Stánek hry na E3 2011

Deus Ex 3 byl ohlášen 17. května 2007 v interview s Patrickem Melchiorem, ředitelem Eidos France, ve francouzsko-kanadském televizním pořadu M. Net. Teaser trailer byl vydán 26. listopadu 2007 a o rok později magazín PC Zone vydal první preview s detaily o herních mechanikách. Toto preview zároveň poskytlo první artworky a screenshoty ze hry. Po herní výstavě Electronic Entertainment Expo (E3) v roce 2010 vyšlo druhé preview hry, tentokrát od časopisu PC Gamer UK. Toto preview ukázalo mimo jiné i enginem renderované screenshoty.
Na Gamescomu 2010 producent David Anfossi v rozhovoru s internetovým magazínem VG247 přiznal, že vytváří stahovatelný obsah, který bude rozšíření pro hru Deus Ex: Human Revolution. Dne 16. prosince 2010 Square Enix oznámili posunutí vydání hry do dalšího fiskálního roku. Na Penny Arcade Expo East v březnu 2011 bylo ohlášeno konečné datum vydání na 23. srpna pro Severní Ameriku a 26. srpna pro Evropu. Dne 31. května 2011 unikla zkušební verze hry.

### Hudba
Hudbu ke hře složil a produkoval Michael McCann. Soundtrack získal nominaci v kategorii Nejlepší hudba roku 2012 od Britské akademie filmového a televizního umění, dále byl nominován v roce 2011 na Spike TV Video Game Awards, Hollywood Music in Media Awards (2 nominace), Cue Awards (4 nominace). Soundtrack obsahující 25 skladeb byl vydán 15. listopadu 2011.
| Deus Ex: Human Revolution Original Soundtrack | Deus Ex: Human Revolution Original Soundtrack | Deus Ex: Human Revolution Original Soundtrack |
| Pořadí                                        | Název                                         | Délka                                         |
| --------------------------------------------- | --------------------------------------------- | --------------------------------------------- |
| 1.                                            | Icarus – Main Theme                           | 3:41                                          |
| 2.                                            | Opening Credits                               | 2:15                                          |
| 3.                                            | Main Menu                                     | 1:50                                          |
| 4.                                            | First and Last                                | 3:14                                          |
| 5.                                            | Detroit City Ambient (Part 1)                 | 2:03                                          |
| 6.                                            | Detroit Marketplace                           | 3:45                                          |
| 7.                                            | The Mole                                      | 2:24                                          |
| 8.                                            | Barret Boss Fight                             | 2:49                                          |
| 9.                                            | Home                                          | 2:17                                          |
| 10.                                           | Jewel of the Orient                           | 1:03                                          |
| 11.                                           | Lower Hengsha Ambient (Part 1)                | 2:21                                          |
| 12.                                           | Singapore Ambient (Part 2)                    | 2:24                                          |
| 13.                                           | After the Crash                               | 4:03                                          |
| 14.                                           | The Hive                                      | 3:56                                          |
| 15.                                           | Harvesters                                    | 2:57                                          |
| 16.                                           | Honghua Brothel                               | 3:17                                          |
| 17.                                           | Everybody Lies                                | 4:40                                          |
| 18.                                           | LIMB Clinic                                   | 1:44                                          |
| 19.                                           | Penthouse                                     | 1:36                                          |
| 20.                                           | Hengsha Daylight (Part 1)                     | 4:25                                          |
| 21.                                           | Entering TYM                                  | 1:54                                          |
| 22.                                           | Return to Hengsha                             | 2:43                                          |
| 23.                                           | And Away We Go                                | 1:17                                          |
| 24.                                           | Namir                                         | 2:30                                          |
| 25.                                           | Endings                                       | 2:10                                          |
| Celková délka:                                | Celková délka:                                | 67:18                                         |

### The Missing Link
Stahovatelný obsah (DLC) The Missing Link byl vydán 18. října 2011 pro PC a Xbox 360 a den poté byl vydán i pro PlayStation 3. Podle serveru VideoGamer.com stál 8,99£ a přidal přibližně 5 hodin hraní. Jeho příběh se odehrává během Adamovy plavby z Hengsha do Singapuru.

## Lokalizace
Hra vyšla v České republice nelokalizovaná, tedy pouze v anglickém znění s anglickými titulky. Nicméně český obchod Xzone sponzoroval tvorbu českých titulků pro hru týmem Marka Tvrdého. Tým začal později používat jméno RPGčeštiny.
První veřejná verze překladu byla zveřejněna již 4 dny po vydání hry. Plně odladěná finální verze češtiny ke hře byla nejprve vydána na DVD u časopisu SCORE číslo 229 a o měsíc později pak zveřejněna všem.

## Přijetí

### Kritika a ocenění
Hra byla přijata velmi pozitivně, chválen byl především příběh, systém vylepšování schopností a možnost plnit mise mnoha způsoby. Kritizována byla horší grafika, krycí systém a souboje s bossy, ve kterých si hráč nemohl vybrat způsob, jakým je porazí, ale musel je porazit v souboji jeden na jednoho.
U zahraničních serverů hra získala hodnocení 90/100 od Metacritic, 9/10 od Eurogamer, 8,5/10 od Game Informer a 9/10 od IGN. V Česku dostala 10/10 od Hrej.cz a 90 % od Bonusweb.cz.
V roce 2011 získal tento titul od serveru PC Gamer ocenění Editor's Choice Award.

### Prodeje
V ČR byly zaznamenány překvapivě vysoké prodeje, během úvodních 14 dnů se prodalo přes 2500 kopií hry. Pro všechny platformy se celosvětově prodalo 2,18 milionů kopií hry, z čehož 800 000 kopií bylo prodáno v Severní Americe a 1 380 000 kopií v Evropě.